# Sort
Sort es un municipio y localidad española de la provincia de Lérida, en la comunidad autónoma de Cataluña. Capital de la comarca del Pallars Sobirá, está situada a orillas del río Noguera Pallaresa. El término municipal tiene una población de 2213 habitantes (INE 2024).

## Toponimia
Durante la Edad Media la localidad aparece documentada con las formas Suert, Saorte, Saort, Sabort, Sabrot, Suort, hasta llegar al nombre actual.
Hay varios orígenes etimológicos posibles de Sort:
- El más aceptado es Sort, es también una palabra catalana que significa literalmente suerte, pero en este caso no se deriva de dicha palabra, en la toponimia suele ser un terreno pequeño que no forma una masía. En este caso, el origen del nombre es anterior a la época romana, y por tanto tiene un significado completamente diferente. Antiguamente, una lengua del grupo lingüístico al que pertenece el vasco se utilizaba en las dos vertientes pirenaicas, incluyendo el Pallars Sobirá.[cita requerida] La raíz vasca de Sort sería suert ‘puente’,[cita requerida] haciendo referencia al único puente importante que cruzaba el río Noguera Pallaresa. Origen similar al que puede tener el topónimo del Pont de Suert.
- Otro posible origen sería sors-sortis, en latín, ya que se trata de una sors (parte) de las que se concedieron a los visigodos a su entrada en el Imperio romano.

## Historia
Fue capital del condado de Pallars.

## Blasonado

### Escudo
Escudo losanjado: de oro, un águila bicéfala pasmada de sable, bicoronado a la antigua, cargado al pecho de un escudete de gules con tres pajas de oro puestas en banda. Por timbre, una corona de conde.
Fue aprobado el 27 de enero del 2006 y publicado en el DOGC el 16 de febrero del mismo año.
La villa ha adoptado los armoriales de los condes de Pallars, con el águila bicéfala coronada y el escudete con las pajas, que son las armas parlantes del condado, ya que el castillo de Sort era la antigua residencia de los condes. También hace referencia al condado de Pallars la corona de encima.

### Bandera
Aprobada en sesión plenaria el 5 de junio de 2006, está organizada de la siguiente manera:
Apaisada de proporciones dos de alto por tres de ancho, amarilla, con el águila bicéfala negra con el escudo central rojo y las tres pajas amarillas del escudo, altura 13/20 del fondo y ancho de 1/3, al centro.

## Geografía humana

### Demografía
Cuenta con una población de 2213 habitantes (INE 2024).
| Gráfica de evolución demográfica de Sort entre 1842 y 2021 |
| |
| Población de derecho según los censos de población del INE Población de hecho según los censos de población del INEEntre el censo de 1857 y el anterior, crece el término del municipio porque incorpora a 255044 (La Bastida) Entre el censo de 1970 y el anterior, crece el término del municipio porque incorpora a 25537 (Enviny), 25553 (Llesuy) |

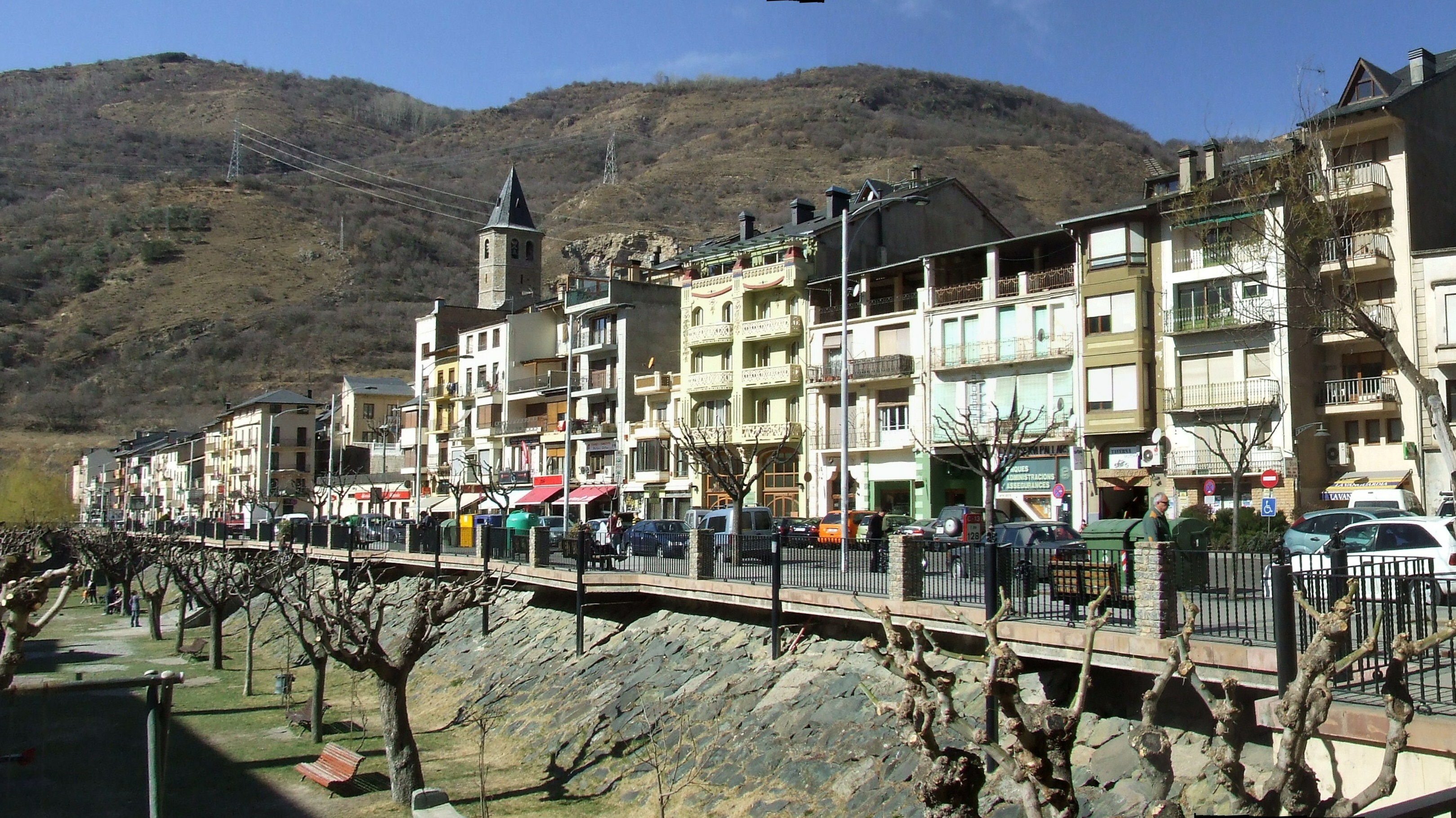
Vista de Sort

En 1717 incorpora Bressui; en 1842, Montardit de Baix; el 1857, la Bastida, Bernui, Castellviny, Llarvén, Olp, Pujal, Saurí; en 1970, Enviny y Llesuy; y en 1981, Altrón y Sorre que pertenecía a este último.

### Núcleos de población
Sort está formado por quince núcleos o entidades de población. 
Lista de población por entidades:
| Entidad de población         | Habitantes (2012) |
| ---------------------------- | ----------------- |
| Altrón                       | 54                |
| Bastida, La                  | 28                |
| Bernui                       | 19                |
| Bressui                      | 24                |
| Castellviny                  | 5                 |
| Enviny                       | 25                |
| Llarvén                      | 13                |
| Llesuy                       | 114               |
| Montardit de Baix            | 109               |
| Montardit de Dalt            | 34                |
| Olp                          | 44                |
| Pujalt, El                   | 33                |
| Seurí                        | 21                |
| Sorre                        | 10                |
| Sort                         | 1739              |
| Fuente: Ayuntamiento de Sort |                   |

## Turismo

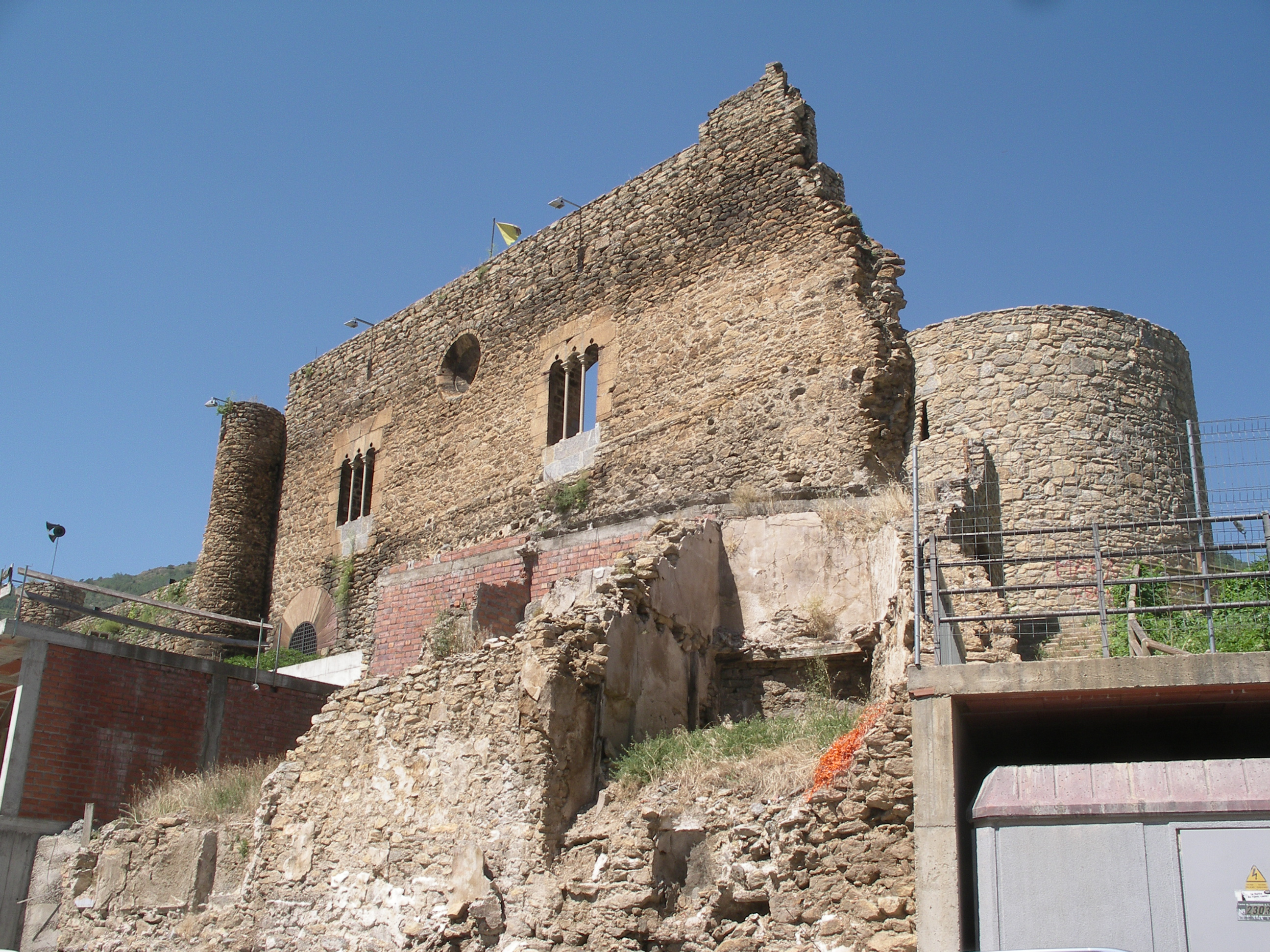
Castillo de Sort

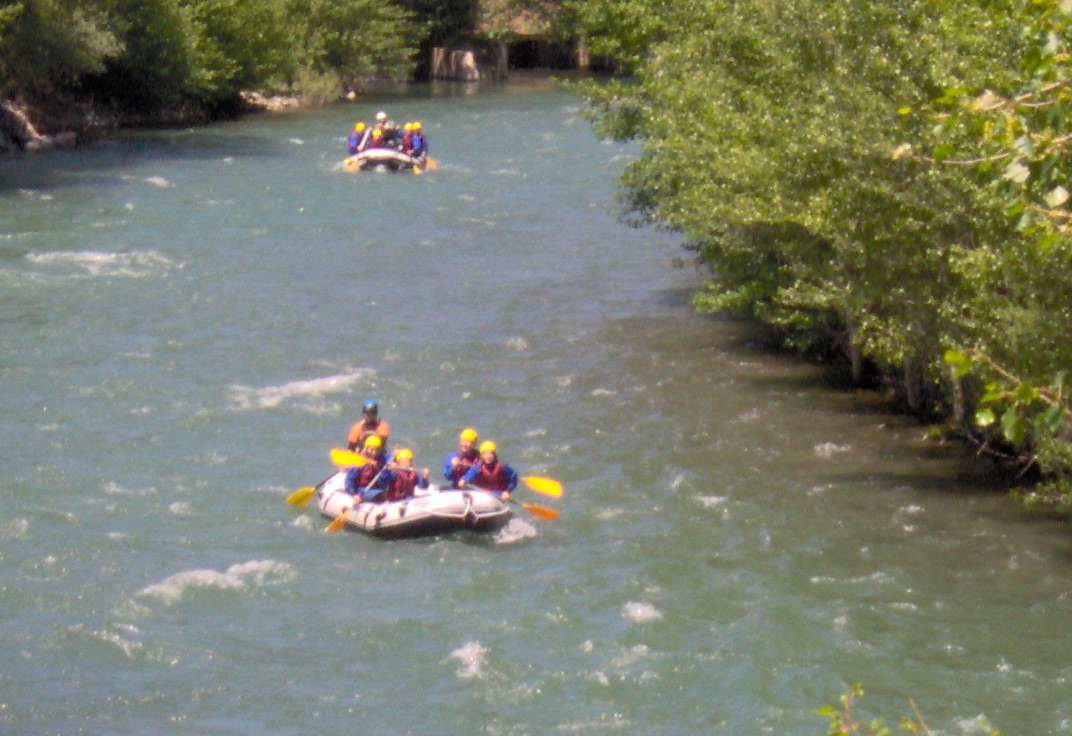
Rafting en el Noguera Pallaresa en Sort

Sort es un pueblo de un gran atractivo en general. Se puede destacar:
- La iglesia
- La calle mayor
- El castillo construido en la Edad Media
- El restaurante el Fogony, unos de los pocos restaurantes en Cataluña que han sido galardonados con una estrella Michelín.[6]
- En el pueblo agregado de Pujalt se encontraba el Museo de las Mariposas de Cataluña, un centro de interpretación de la naturaleza desde el punto de vista de los insectos y mariposas.
- Archivo comarcal de Sort, que tiene un importante fondo documental y donde se celebran exposiciones y otros actos culturales.
- Actividades relacionadas con los usos deportivos del Noguera Pallaresa (rafting, piragüismo...).

## Administración
| Periodo   | Nombre                                                              | Partido      |
| --------- | ------------------------------------------------------------------- | ------------ |
| 1979-1983 | Antoni Comes Solé                                                   | ERC          |
| 1983-1987 | Francesc Rafel Rabasa                                               | PSC-PSOE     |
| 1987-1991 | Francesc Rafel Rabasa                                               | PSC-PSOE     |
| 1991-1995 | Agustí López i Pla                                                  | CiU          |
| 1995-1999 | Agustí López i Pla                                                  | CiU          |
| 1999-2003 | Agustí López i Pla                                                  | CiU          |
| 2003-2007 | Agustí López i Pla                                                  | CiU          |
| 2007-2011 | Agustí López i Pla                                                  | CiU          |
| 2011-2015 | Llàtzer Síbís Goset                                                 | CiU          |
| 2015-2019 | Raimon Monterde Alberich                                            | Fem Municipi |
| 2019-2023 | Raimon Monterde Alberich (2019-2021) Baldo Farré Serrat (2021-act.) | Som Poble    |

## Gastronomía
En cuanto a la gastronomía son típicos el queso de Sort (el tupí), el arroz de carreretes, el xolís y la secallona (una especie de salchichón), y como postres, el filiberto.

## Fiestas
- 24 de enero - Feria de las Pieles
- 1 de mayo - Peregrinación de la Virgen del Soler
- 1 de agosto - Fiesta mayor
- Último fin de semana de agosto - fiesta Mayor de Altron

## Museos
- Prisión-Museo «El Camí de la llibertat» (El camino de la libertad). Fue inaugurado el 15 de julio del 2007, en la antigua prisión de partido judicial situada en la plaza San Eloy. El museo se ocupa de rememorar el paso por Sort de los centenares de personas que habían huido de la Europa ocupada por los nazis durante los años de la Segunda Guerra Mundial.

## Lotería
La localidad de Sort es famosa por haber sido agraciada en tres ocasiones con el primer premio en el Sorteo Extraordinario de la Lotería de Navidad, en los años 2003, 2004 y 2007. Su administración, "La Bruixa d'Or" es la que más lotería vende en España. Su propietario, Xavier Gabriel intentó ser el primer turista español en viajar al espacio.

## La Peça d'Altron
Pequeña industria artesana ubicada en el núcleo de Altrón, en mitad del valle de Assua. Se dedica a la elaboración de quesos artesanos, siendo sus dos grandes especialidades el queso del Tupí y el queso Serrat.